# Куліш Ольга Володимирівна
О́льга Володи́мирівна Кулі́ш (нар. 27 жовтня 1961, м. Кривий Ріг, Дніпропетровська область) — українська журналістка і громадська діячка.
Член Національної спілки журналістів України.

## Життєпис
Народилася в м. Кривий Ріг на Дніпропетровщині в родині робітників. Мати з Шумського району Тернопільської області, батько — з Луцького району Волинської області. З 1968 року живе в Луцьку. Навчалася в Луцькій середній школі № 1, яку закінчила із золотою медаллю 1978 року. Вищу освіту здобула на електроакустичному факультеті Київського політехнічного інституту за спеціальністю звукотехніка (1978—1984). Пройшла творчі стажування за кордоном: Велика Британія (1997), США (1997), коледж журналістики Університету штату Джорджія, українська служба «Голосу Америки» (США, 2003).
З 1984-го — працівниця Волинської ОДТРК: інженерка, випускова редакторка, редакторка, старша редакторка, заступниця головного редактора, головна редакторка, заступниця генерального директора з творчих питань, з 2003 року — перша заступниця генерального директора, з листопада 2010 року — генеральна директорка, згодом — директорка філії ПАТ «НСТУ» «Волинська регіональна дирекція». До 28 лютого 2019 року була продюсеркою телеканалу «12 канал» (м. Луцьк).
Спільно з колегами створювала Волинське державне телебачення (1992) і була першою керівницею телевізійного колективу (1991—1995). Власна творчість пов'язана з політичною журналістикою та художньо-публіцистичним мовленням.
Переїхавши до Києва, працювала в підрозділах інформаційної політики Міністерства оборони України. 
З квітня 2024 року — начальник Управління інформаційної політики Державного комітету телебачення і радіомовлення України.

## Громадська діяльність
У травні 2017 року обрана до секретаріату НСЖУ. Член правління Волинської організації НСЖУ. Голова Волинського пресклубу, ініціаторка проведення багатьох проєктів, спрямованих на розвиток волинської журналістики. Керівниця представництва ВБФ «Журналістська ініціатива» у Волинській області.

## Нагороди, відзнаки
- Орден княгині Ольги III ступеня (2010)
- Почесне звання «Заслужений журналіст України» (2007)
- Відзнаки Держкомтелерадіо України «За заслуги у розвитку інформаційної сфери» усіх трьох ступенів.

Лауреатка міжнародних і всеукраїнських телерадіофестивалів і конкурсів. Загальнонаціональною програмою «Людина року Волинського краю 2007» визнана професіоналкою року в номінації «Журналістика».